# Easley Blackwood (Bridgespieler)
Easley Rutland Blackwood (* 25. Juni 1903 in Birmingham (Alabama); † 27. März 1992) war ein US-amerikanischer Bridge-Spieler und Autor, der vor allem für die von ihm entwickelte Blackwood Konvention bekannt ist.

## Biografie
Blackwood wurde in Birmingham, Alabama geboren, lebte aber die meiste Zeit seines Lebens in Indianapolis. Zuerst arbeitete er als Mitarbeiter einer Versicherungsgesellschaft, von der er 1930 nach Indianapolis versetzt wurde und dort 30 Jahre lang eine Zweigstelle leitete. Obwohl auch vorher schon sehr aktiv, beschäftigte er sich, nachdem er 1964 in den Ruhestand ging, nahezu ausschließlich mit dem Kartenspiel Bridge, eröffnete einen Bridge-Club, unterrichtete und schrieb noch mehrere Bücher zu dem Thema. Von 1967 bis 1971 war er Geschäftsführer der American Contract Bridge League (ACBL) und wurde 1995 posthum in die ACBL Hall of Fame aufgenommen.
Sein Sohn Easley Blackwood Jr (* 1933) ist ein bekannter Musikwissenschaftler und Musiker.

## Veröffentlichungen
- Bridge Humanics: How to Play People as well as the Cards (Indianapolis: Droke House, 1949); Titel im Vereinigten Königreich, 1951, The Human Element in Bridge [gleicher Untertitel]
- Blackwood on Bidding: Dynamic Point Count (Bobbs-Merrill, 1956)
- Blackwood on Slams (Prentice-Hall, 1970); späterer Titel: Bidding Slams with Blackwood
- Spite & Malice: The Complete Rules and Strategy (Cornerstone Library, 1970)
- Contract Bridge Complete von Ernest W. Rovere (Simon & Schuster Fireside Books, 1975)
- How You Can Play Winning Bridge, with Blackwood (Los Angeles: Pinnacle Books, 1977)
- Play of the Hand with Blackwood (Los Angeles: Corwin Books, 1978)
- Winning Bridge with Blackwood, Blackwood and Derek Rimington (London: Robert Hale, 1983) – überarbeitete britische Auflage von How You Can Play ..., 1977
- The Complete Book of Opening Leads (Devyn, 1983)
- Card Play Fundamentals, Blackwood und Keith Hanson (Devyn, 1987)

## Preise und Ehrungen
- Person des Jahres 1984 der International Bridge Press Association
- ACBL Hall of Fame, 1995[3]